# Perkinsiella vastatrix
Perkinsiella vastatrix är en insektsart som först beskrevs av Gustav Breddin 1896.  Perkinsiella vastatrix ingår i släktet Perkinsiella och familjen sporrstritar. Inga underarter finns listade i Catalogue of Life.